# Gettysburg (película)
Gettysburg es una película de guerra estadounidense de 1993 sobre la batalla de Gettysburg en la guerra de Secesión estadounidense. La película fue una adaptación de la novela de 1974 The Killer Angels de Michael Shaara.

## Sinopsis
La película narra los hechos militares ocurridos durante la batalla de Gettysburg, ocurrida del 1 al 3 de julio de 1863.

## Reparto

### Confederados
- Tom Berenger como teniente general James Longstreet.
- Martin Sheen como general Robert E. Lee.
- Stephen Lang como George Edward Pickett.
- Richard Jordan como Lewis Armistead.

### Unión
- Jeff Daniels como coronel Joshua Chamberlain.
- Sam Elliott como John Buford.
- C. Thomas Howell como Thomas Chamberlain.
- Richard Anderson como George Meade.

## Distribución
La miniserie estaba programada para transmitirse por TNT, pero cuando Ted Turner vio parte de la película durante la postproducción, se dio cuenta de que era mucho más grande que una miniserie y decidió estrenar la película en cines. La película fue distribuida por New Line Cinema, que acababa de adquirir Turner. Lanzada en un estreno limitado, solo en 248 salas en su estreno más amplio y limitada a solo una o dos proyecciones por día debido a su duración, la película aún logró recaudar 12 769 960 dólares en taquilla. Se convertiría en un éxito de ventas de todos los tiempos en el mercado de VHS y DVD, y se ha convertido en un elemento básico de las lecciones de historia en las aulas. Su estreno televisivo en junio de 1994, en TNT, obtuvo más de 34 millones de espectadores.

## Precuela
En 2003 se estrenó una precuela titulada Dioses y generales, también dirigida por Ronald Maxwell y con muchos miembros del reparto original.